# Фролов, Пётр Козьмич
Пётр Козьми́ч Фроло́в (27 января 1775 или 16 [27] января 1775, Змеиногорск — 10 декабря 1839, Санкт-Петербург) — горный инженер, изобретатель и организатор горнозаводского производства на Алтае, томский губернатор с 1822 по 1830 год.

## Биография
В 1793 году закончил Петербургское горное училище. В чине шихтмейстера поступил на колывано-воскресенские (алтайские) заводы, служил «по маркшейдерской должности и заведованию лесов» на Змеиногорском, а затем на Гольцовском, Семеновском, Лазурском и 8-м рудниках. В 1797 году заведовал припасами на Сузунском медеплавильном заводе. С 1798 по 1801 год руководил поставкой свинца с Нерчинских на Колывано-Воскресенские заводы.
С 1801 года маркшейдер, затем форстмейстер при Барнаульской чертёжной. В 1804—1805 годах составил карты Иртыша и его притоков. В 1806—1807 годах вносил предложение о постройке конных рельсовых путей заводского назначения общей длиной более 150 км, а также сети водных путей сообщения, однако проекты приняты не были. В 1806 году представил горному ведомству разработанный им проект чугунной дороги от Змеиногорского рудника до Корбалихинского сереброплавильного завода. Выгода была настолько очевидна, что в этом же году проект был утверждён. В эксплуатацию дорога длиной около 2 км — первая в России чугунная дорога с конной тягой — была сдана в 1809 году и функционировала более 25 лет. В 1808 году руководил постройкой судов собственного изобретения и опытным сплавом на них руд в Барнаул по Алею и Оби. В 1808—1809 году проделал большую работу по упорядочению казённой библиотеки.
С 1811 года назначен начальником чертёжной департамента горных и соляных дел в Петербурге. В этот период:
- в 1812 году исследовал устье Камы для определения возможности постройки здесь соляных магазинов;
- в 1812—1813 годах изучал варианты доставки соли с озера Эльтон на Волгу при помощи канала или «чугунной дороги», составив первый проект такой дороги, который, однако, реализован не был;
- в 1814 году проводил инспекцию Старорусского солеваренного завода для изыскания средств к его восстановлению;
- в 1815 году исследовал причины ропота крестьян на Белорецких заводах Пашкова.

В 1817 году назначен начальником округа колывано-воскресенских заводов, а в 1822 году одновременно и томским гражданским губернатором. При его содействии и по его инициативе:
- в 1819 году введены доменное и железное производства на Гурьевском заводе;
- прекращена плавка серебра на Сузунском заводе (завод остался только медеплавильным);
- увеличена чеканка монеты с 250 до 350 тысяч рублей в год;
- увеличена выплавка железа и чугуна, а выплавка свинца увеличена настолько, что с 1824 по 1830 год не требовалась его поставка из Нерчинского завода;
- производство серебра стабилизировалось на уровне 1000 пудов в год;
- высочайшим указом 22 июня 1822 года управление приписными крестьянами выделено из ведения горного начальства и передано особым управителям, что давало приписным крестьянам некоторую возможность обжалования действий горного начальства;
- высочайшим указом 16 апреля 1828 года утверждено учреждение об управлении заводов и положение о мастеровых и приписных к заводам крестьянах, в соответствии с которым мастеровые стали получать бесплатный провиант;
- построены первые в Западной Сибири бумажная фабрика и типография;
- основаны метеорологическая и магнитная станции;
- в Барнауле началось строительство горного госпиталя, училища и богадельни с церковью, обелиска в честь 100-летия горного дела на Алтае (этот архитектурный ансамбль позже стали называть «уголком Петербурга»);
- в 1823 году основан Краеведческий музей (совместно с доктором Ф. А. Геблером), для которого по его приказу были изготовлены 43 модели станков, машин, механизмов, в том числе модель «огненной машины» И. И. Ползунова;
- в Барнауле на Московском переулке появился первый бульвар[6].

В 1830 года Пётр Козьмич вышел в отставку в чине обер-берггауптмана 4 класса и уехал в Петербург.
В 1831 году вновь поступил на службу с производством в тайные советники и назначен сенатором. Вместе с сенаторами Б. Я. Княжниным, Кочубеем и князем Голицыным с 1837 года — член временного совета по управлению государственным имуществом. Кроме того, председательствовал в комиссии при департаменте государственных имуществ по выяснению дел о конфискованных имениях. С 26 декабря 1837 года, с учреждением министерства государственных имуществ, назначен членом совета министерства. Одновременно состоял членом особого присутствия при 1-м департаменте Сената для рассмотрения проекта откупных условий, в 1838 году — председателем комиссии для устройства управления государственными имуществами в западных губерниях, а в 1839—1843 годах членом присутствия Сената по производству торгов на питейные откупа.
Известный собиратель и знаток старинных русских книг, картин, других произведений искусства. Часть коллекций подарил музею, казённой библиотеке, а также Димитриевской церкви (картины религиозного содержания) и Императорской публичной библиотеке.
Скончался в 1839 году. Похоронен на Тихвинском кладбище Александро-Невской лавры.

## Награды
- Орден Святого Владимира 4-й степени[8]
- Орден Святой Анны 2-й степени (25 января 1818)[9]
- Орден Святого Владимира 3-й степени (1818)
- Орден Святого Владимира 2-й степени (21 июля 1822)
- Орден Святой Анны 1-й степени[10]

### Семья
Отец — Козьма Дмитриевич Фролов (29 июня [10 июля] 1728 — 9 [20] марта 1800), горный офицер, начальник канцелярии колывано-воскресенских горных заводов.
Братья: Павел (1770—1815), также горный инженер, и Гаврила, офицер охраны на Колывано-Воскресенских заводах, прадед Н. К. Крупской.
Жена Мария Ивановна Фролова, похоронена в Змеиногорске.

## Адреса в Барнауле
- пр. Ленина, 18 — дом начальника Алтайского горного округа[14].